# أولاد الخادم (ريمة)
أولاد الخادم هي إحدى مشيخات المملكة المغربية، تتبع جغرافيا لإقليم سطات وإداريًا لريمة. يقدر عدد سكانها بـ 4591 نسمة حسب الإحصاء الرسمي للسكان والسكنى لسنة 2004.